# Сиреники
Сиреники (чапл. Сиӷынык, чук. Вутээн, Сирэникʼ) — село в Провиденском районе (городском округе) Чукотского автономного округа России.
До образования городского округа в 2015 году входило в состав городского поселения Провидения Провиденского района.

## Название
Название происходит, вероятно, от слова сиӷыных «рога оленя» на языке сиреникских эскимосов. В русской адаптации увулярный звук -ӷ передаётся как -р (Сиреники). Чукотское название — Вутээн.

## География
Село находится неподалёку от мысов Якун и Уляхпен, а также лагуны Имтук, богатой треской и лососем.

## История
Первое поселение появилось здесь 2,5—3 тысячи лет назад; в окрестностях до сих пор находят остатки эскимосских жилищ. В 1960-е годы к местному населению были переселены чукчи.

## Население
| 2002 | 2010 | 2014 | 2015 | 2021 |
| ---- | ---- | ---- | ---- | ---- |
| 505  | ↘469 | ↘428 | ↘402 | ↘325 |

Численность населения села — 506 человек (2010). В этническом составе преобладают эскимосы и чукчи.

## Инфраструктура
В Сирениках построены новые благоустроенные коттеджи, имеется средняя школа, библиотека, дом культуры и больница.

## Администрация
Представителем власти в Сирениках является уполномоченный главы администрации Провиденского муниципального района в селе Сиреники. Эту должность занимает Наталья Григорьевна Протопопова.